# Іван Рогач (футболіст)
Іван Рогач (серб. Иван Рогач / Ivan Rogač; 18 червня 1992) — сербський футболіст, півзахисник сербського клубу ««Войводина»».

## Біографія
Народився поблизу чорногорського Котора, але відразу з пологового будинку мама, тато і Іван через війну перебралися в Новий Сад. Батько — чорногорець, мати — боснійка. Дядько Івана також грав у футбол, тому вже у ранньому віці мати відвела його у футбольну школу. Навчався в академії місцевої «Воєводини», де пробув півтора року, а згодом п'ять з половиною років грав за дитячі та юнацькі команди «Црвени Звезди».
2010 року підписав контракт із столичним клубом, але раптово змінилося дуже багато людей в клубі — і тренери, і функціонери, які не бачили Рогача в складі, тому футболіст переїхав у «Рад», за який протягом 3 років зіграв лише 16 матчів та забив 1 гол.
На початку 2013 року був відправлений в оренду в інший сербський клуб «Борча», де до кінця сезону встиг відіграти 13 матчів та відзначитися 1 голом, після чого повернувся в «Рад».
На початку 2014 на правах вільного агента підписав контракт з луцькою «Волинню». Через травму в другій частині сезону встиг зіграти лише два матчі за «Волинь», дебютувавши 11 травня 2014 року в грі проти «Севастополя», вийшовши на заміну на 73-й хвилині замість Еріка Бікфалві.

## Виступи за збірну
В активі Рогача 8 матчів за збірну Сербії U-19 та два поєдинки за збірну U-21. Іван зіграв на юнацькому чемпіонаті Європи 2011 року у Румунії, де його команда дійшла до півфіналу.

## Титули і досягнення
- Володар Кубка Казахстану (1):

«Тобол»: 2023